# 烏曼山 (利馬大區)
12°10′39″S 75°55′00″W / 12.17750°S 75.91667°W
烏曼山（Uman），是秘魯的山峰，位於該國中南部利馬大區，由米拉弗洛雷斯區和坦塔區負責管轄，屬於秘魯中部山脈的一部分，海拔高度5,431米。